# Rugby club toulonnais (féminines)
Pour le club, voir Rugby club toulonnais.
Maillots
Dernière mise à jour : 25 septembre 2022.
Le Rugby club toulonnais est un club de rugby à XV français basé à Toulon dont l'équipe senior féminine participe au championnat de France féminin de rugby à XV de 1re division fédérale.

## Historique
La section féminine senior du Rugby club toulonnais a été formée en septembre 2017. Pour leur première année d'existence, l'équipe termine premier du groupe 5 du championnat de France de Fédérale 2. Malheureusement les filles sont stoppées en quarts de finale lors des tirs au but face aux Toulouse Cheminot Marengo, futures championnes de France. Toutefois, la FFR propose à l'équipe de jouer en Fédérale 1 soit le niveau supérieur à la suite du retrait d'un autre club.
Le club prend part en 2022 à une nouvelle structure, le Rugby club Toulon Provence Méditerranée, qui prend sa place en Élite 2 pour la saison 2022-2023.

### Logo

Logo RCT depuis septembre 2017

## Palmarès
- Néant

## Liste des entraîneurs
- Depuis 2017 : Didier Salvarelli